# Rilpivirine
Rilpivirine (TMC278, tên thương mại Edurant) là một loại dược phẩm, được phát triển bởi Tibotec, để điều trị nhiễm HIV. Đây là một chất ức chế sao chép ngược không nucleoside thế hệ thứ hai (NNRTI) với hiệu lực cao hơn, thời gian bán hủy dài hơn và giảm tác dụng phụ so với NNRTI cũ, như efavirenz.
Rilpivirine bước vào thử nghiệm lâm sàng giai đoạn III vào tháng 4 năm 2008, và được chấp thuận sử dụng tại Hoa Kỳ vào tháng 5 năm 2011 dưới tên thương hiệu Edurant. Một loại thuốc liều cố định kết hợp rilpivirine với emtricitabine và tenofovir disoproxil (TDF), đã được Cục Quản lý Thực phẩm và Dược phẩm Hoa Kỳ phê duyệt vào tháng 8 năm 2011 dưới tên hiệu là tuân thủ; nó đã được cấp phép tại Liên minh Châu Âu dưới tên thương hiệu Eviplera vào tháng 11 năm 2011  Một loại thuốc cố định mới hơn cũng kết hợp rilpivirine với emtricitabine và tenofovir alafenamide (TAF) đã được phê duyệt vào tháng 3 năm 2016 dưới tên thương hiệu Odefsey.
Giống như etravirine, một NNRTI thế hệ thứ hai được phê duyệt năm 2008, rilpivirine là một diarylpyrimidine (DAPY). Rilpivirine kết hợp với emtricitabine và tenofovir đã được chứng minh là có tỷ lệ thất bại về virus học cao hơn Atripla ở những bệnh nhân có tải lượng virus HIV cơ bản lớn hơn 100.000 bản sao/mm 3.